# Музей на византийската култура
Музеят на византийската култура (на гръцки: Μουσείο Βυζαντινού Πολιτισμού) е музей в град Солун, Гърция.

## История
За проекта на сградата на музея в 1977 година е обявен национален архитектурен конкурс, спечелен от Кирякос Крокос. Строителството на сградата започва през март 1989 година и завършва през октомври 1993 година. През юни 1994 година са прехвърлени експонати от Византийския и християнски музей в Атина. Някои от тях са показани в откриващата експозиция на музея „Византийски съкровища от Солун: Пътуване към дома“. Музеят отваря врати на 11 септември 1994 г.

## Експозиции
Музеят има три постоянни експозиции. Първата „Раннохристиянски църкви“ се фокусира върху дизайна и украсата на църквите от ранните векове на християнството. „Раннохристиянски градове и жилища“ представя аспекти на икономическия живот, домашни занаяти, къщи, и храна и облекло на ранните християни, и накрая „От Елисейските полета към християнския рай“ се фокусира върху гробищата на ранните християни, бижута, надгробна архитектура и живопис, култови обичаи и глинени и стъклени предмети от разкрити погребения. В началото на 1998 година музеят стартира образователни програми за ученици.

## Награди
През 2005 г. музеят е носител на музейната награда на Съвета на Европа.